# Antje Schiffers
Antje Schiffers (* 5. Januar 1967 in Heiligendorf) ist eine deutsche Bildende Künstlerin. Sie ist national und international tätig in Projekten mit konzeptuellem und oft partizipativem und interdisziplinärem Ansatz.

## Leben, Arbeit, Auszeichnungen
Antje Schiffers studierte an der Hochschule für Bildende Künste und TU Braunschweig Kunst, Germanistik und Philosophie, sie war Meisterschülerin bei Walter Dahn. 1997/98 lebte sie für ein Jahr im Rahmen eines DAAD-Stipendiums im mexikanischen Bergdorf Chicahuaxtla (Oaxaca). 2003 gründete sie mit Wapke Feenstra (NL) und Kathrin Böhm (GB) die internationale Künstlerinitiative Myvillages. Ihre eigenständige und die gemeinsame Arbeit mit Myvillages setzt einen Fokus auf die kulturelle Produktion im ländlichen Raum und die Untersuchung der hierarchischen Beziehungen zwischen urbanem und ländlichem Raum. Viele ihrer Projekte führten sie ins europäische und außereuropäische Ausland, als Wandermalerin war sie 2001 in Italien unterwegs, in derselben Rolle reiste sie 2002 mehrere Monate durch Russland, Kasachstan, Kirgistan und Usbekistan, als selbsternannte Korrespondentin und Botschafterin der Galerie für Zeitgenössische Kunst in Leipzig reiste sie nach Bulgarien, Mazedonien und Weißrussland, ins Baltikum, nach Rumänien und nach Moldawien. Das fortdauernde Projekt Ich bin gerne Bauer und möchte es auch gerne bleiben besteht aus inzwischen fast 40 Kooperationen mit landwirtschaftlichen Betrieben in Europa (in Deutschland, Spanien, Großbritannien, Rumänien, Mazedonien, Ungarn, Österreich, Schweiz und auch in Südafrika).
Antje Schiffers erhielt unter anderem den Preis des Kunstvereins Hannover (2002), und den Sprengel-Preis für Bildende Kunst der Niedersächsischen Sparkassenstiftung (2007) 2020 wurde sie mit dem Paula Modersohn-Becker Kunstpreis ausgezeichnet.

## Projekte und Ausstellungen
- Collaborative Village Play (2021–2023) ist ein Projekt von Antje Schiffers und Katalin Erdödi im Spannungsfeld zwischen Theater und bildender Kunst, dass Themen aus drei Dörfern in Ungarn, Niedersachsen und Galizien behandelt und vor Ort mit Laien und Profis umgesetzt wird.[12]
- Ich bin gerne Bauer und möchte es auch gerne bleiben ist ein Kooperationsprojekt mit Landwirten, das seit dem Jahr 2000 andauert. Gezeigt wurde es unter anderem in der Wiener Secession und im Ludwig Museum Budapest.[13]
- Unter dem Mantel des von Myvillages (Böhm/Feenstra/Schiffers) entwickelten International Village Shop realisiert Antje Schiffers partizipative Einzelprojekte in Dörfern in Deutschland und weltweit, unter anderem in Neuenkirchen in der Lüneburger Heide, in Ohne in der Grafschaft Bentheim, in Ekumfi Ekrafwo in Ghana oder in Boxberg in der Lausitz.[14]
- Die International Village Show zeigte 2015 und 2016 in einer Ausstellungsreihe mit 8 Ausstellungen und zahlreichen Veranstaltungen an der GfZK in Leipzig die laufenden Projekte der Mitglieder von Myvillages.[15][16]
- Für die Vorratskammer am Haus der Kulturen der Welt in Berlin (2010/11) entwickelten Antje Schiffers, Kathrin Böhm, Wapke Feenstra und Thomas Sprenger ein Konzept zur Bewirtung der Besucher des mehrtägigen Festivals Überlebenskunst und füllten innerhalb eines Jahres eine tatsächliche Vorratskammer mit Lebensmitteln, aus der schließlich etwa 8000 Besucher bewirtet wurden.
- Für das Projekt Hauptsache man hat Arbeit (2003) nahm Antje Schiffers die Rolle einer Werkskünstlerin in einem Produktionsbetrieb der Continental AG in Hannover an und entwickelte im Auftrag der Mitarbeiter und Mitarbeiterinnen Wandgemälde für die Betriebsstätten.[17]
- bin in der steppe und Come andai a Siena passando per Palermo (Wie ich über Palermo nach Siena fuhr) waren Reiseprojekte, für die Antje Schiffers einerseits durch osteuropäische und zentralasiatische Länder sowie durch Italien reiste. Dabei malte sie Ölbilder gegen Kost und Logis und reflektierte die Reisen abschließend in Ausstellungen und Texten.[18]